# Болото «Колодливе»
Боло́то «Колодли́ве» — гідрологічний заказник місцевого значення в Україні. Розташований у межах Чернігівського району Чернігівської області, між селами Шестовиця і Слабин. 
Площа 13,3 га. Статус присвоєно згідно з рішенням Чернігівського облвиконкому від 27.12.1984 року № 454; рішення від 28.08.1989 року № 164; рішення від 31.07.1991 року № 159. Перебуває у віданні ДП «Чернігівське лісове господарство» (Чернігівське лісництво, кв. 123, 124). 
Статус присвоєно для збереження заболоченої ділянки лісового масиву з насадженнями вільхи, берези, граба.